# 陈基义
陈基义，中华人民共和国政治人物。
担任后曾任全国人民代表大会民族委员会委员。1954年，当选第一届全国人民代表大会代表。